# Llanfair Caereinion
Llanfair Caereinion je malé město ve správní oblasti Powys ve středním Walesu. Leží na řece Banwy přibližně osm mil západně od města Welshpool. V roce 2011 zde žilo 1810 obyvatel. Město bylo postaveno na místě staré římské pevnosti. Ve třináctém století se nedaleko města odehrála bitva Maes Moydog. Šest mil západně od města se nachází nahrávací studio nazvané Foel Studio, v němž nahrávali například My Bloody Valentine, Van der Graaf Generator, Hawkwind a další.